# Símbols de Tasmània
L'estat australià de Tasmània ha establert diversos símbols oficials.
| Símbol        | Nom                                       | Imatge                               | Adopció | Observacions |
| ------------- | ----------------------------------------- | ------------------------------------ | ------- | --- |
| Escut d'armes | Escut d'armes d'Austràlia Meridional      | Escut d'armes d'Austràlia Meridional | 1917    | Fou aprovat pel rei Jordi V el 29 de maig 1917 i proclamat el 1919. L'escut mostra imatges de les principals indústries rurals de l’estat (blat, pomes, llúpol, ovelles) i coronat per un lleó de gules que sosté un pic i una pala, simbòlisme de les activitats mineres. Com a suport dos llops marsupials, conegut com a tigre de Tasmània. |
| Motto         | Ubertas et fidelitas                      |                                      | 1917    | Fertilitat i fidelitat. |
| Bandera       | Bandera de Tasmània                       | Bandera de Tasmània                  | 1876    | Basada en el pavelló blau britànic, carrega al vol una rodella blanca amb un lleopard o lleó passant de gules. Fou adoptada oficialment el 25 de setembre de 1876. No hi ha cap registre oficial de com es va incloure el lleopard a la bandera, però se suposa que és una referència a la Gran Bretanya.                                      |
| Insígnia      | Insígnia de Tasmània                      | Insígnia de Tasmània                 | 1876    | La insígnia és definida com a un lleó vermell en la posició "passant" fimbrat en negre dins de l'escut blanc orientat cap al personal. |
| Color         | Verd, groc i granat                       |                                      |         | |
| Animal        | Diable de Tasmània (Sarcophilus harrisii) | Diable de Tasmània                   | 2015    | Fou nomenat oficialment l'emblema animal el 25 de maig de 2015. És el marsupial carnívor més gros des de l'extinció del llop marsupial el 1936. Era endèmic de Tasmània on vivia en llibertat fins al 2020 que es va reintroduir una petita població viable a Nova Gal·les del Sud.                                                            |
| Flor          | Eucaliptus blau Eucalyptus globulus       | Eucaliptus blau                      | 1962    | La flor va ser adoptada com a emblema floral el 5 de desembre de 1962. Fou recollida per primera vegada a la costa sud-est de Tasmània el 1792-93 per Jacques Julien Houtou de Labillardière i descrita per ell mateix el 1799. |
| Mineral       | Crocoïta                                  | Crocoïta                             | 2000    | La crocoïta va ser nomenada oficialment l'emblema mineral el 6 de desembre del 2000. Mineral de crom descobert el 1766 als Urals. A la localitat històrica minera de Dundas se n'han trobat masses abundants. |
| Tartà         |                                           |                                      | 1999    | Fou dissenyat i teixit per Isabella Lamont Shorrock cap el 1988, i reconegut oficialment el 1999. Els colors són: el vermell ric i els grocs que es troben als Highlands i Midlands de Tasmània amb els seus sòls vermells profunds, les flors d'eucaliptus blau i d'acacia pycnantha tan familiar pels habitants de Tasmània.                 |
|               |                                           |                                      |         | |